# DLSCL J0916.2+2951
DLSCL J0916.2+2951 – obiekt astronomiczny złożony z dwóch zderzających się gromad galaktyk, odległych o około 7298 milionów lat świetlnych (z=0,53), położone w gwiazdozbiorze Raka.
Gromada jest nieoficjalnie znana jako „Perry's Cluster” (Gromada Perry'ego) od imienia Perry'ego Gee, który ją odkrył. Gromada przypomina inną, znaną już wcześniej Gromadę Pocisk, ale zderzenie Gromady Perry'ego jest bardziej zaawansowane niż to obserwowane w Gromadzie Pocisk. Gromada składa się mniej więcej z dwóch procent gwiazd, 12% gazu i 86% ciemnej materii o nieznanym składzie, ale wywierającej widoczny wpływ grawitacyjny.
Widzialna część gromady została zbadana dzięki Teleskopowi Kosmicznemu Hubble'a, hawajskim teleskopom Subaru i Kecka oraz Teleskopowi Mayalla z Narodowego Obserwatorium Kitt Peak. Do zbadania rozłożenia gorącego gazu został użyty Teleskop Kosmiczny Chandra. Do mapowania rozłożenia ciemnej materii użyto metody słabego soczewkowania grawitacyjnego – sama ciemna materia jest niewidoczna, ale poprzez obserwację światła z odległych obiektów przechodzących przez gromadę i zniekształcanego przez znajdującą się tam ciemną materię można wywnioskować o jej obecności i rozłożeniu.